# Паращенко, Феодосий Карпович
Феодосий Карпович Паращенко (5 апреля 1919 — 26 октября 1978) — советский военный лётчик, командир звена 10-го гвардейского Краснознамённого авиационного полка 3-й гвардейской авиационной дивизии 3-го гвардейского авиационного корпуса авиации дальнего действия (АДД), гвардии капитан, Герой Советского Союза.

## Биография
Родился 5 апреля 1919 года в селе Давыдово-Никольске ныне Новосветловского района Луганской области Украины. Работал слесарем-наладчиком на Луганском станкостроительном заводе.
В Красной Армии с 1937 года. В 1940 году окончил Балашовскую школу военных лётчиков. Участник Великой Отечественной войны с 1941 года. Выполнял боевые задания в интересах Верховного Главнокомандования, а также Западного, Ленинградского, Сталинградского, Воронежского, Центрального 2-го и 1-го Украинских, 3-го и 1-го Белорусских фронтов.
Звание Героя Советского Союза с вручением ордена Ленина и медали «Золотая Звезда» 1735 гвардии капитану Паращенко Феодосию Карповичу присвоено указом Президиума Верховного Совета СССР от 18 сентября 1943 года за 259 успешных боевых вылетов на бомбардировщике «Ил-4», нанесение большого урона противнику и проявленные при этом доблесть и мужество.

Паращенко Ф. К. мемдоска Саратов

В 1963 году уволился из рядов Советской Армии по состоянию здоровья. Полковник запаса. Жил в городе Энгельс Саратовской области.
С 1973 по 1978 г. жил в городе Саратов по адресу: улица Астраханская дом 57-73, на стене этого дома установлена мемориальная доска.
Скончался 26 октября 1978 года и был похоронен на Елшанском кладбище Саратова.
Сын — Паращенко, Александр Феодосьевич (род. 1953) — советский и российский врач-психиатр, кандидат медицинских наук (2005), главный врач Саратовской областной психиатрической обльницы имени Святой Софии (1996—2020), главный внештатный психиатр-нарколог Саратовской области (с 1999).